# Ширакская котловина
Ширакская котловина (также Ширакское плато, Ширакская равнина, Шурагельская равнина; арм. Շիրակի սարահարթ) — плато и котловина в Армении, окружённая с севера Ширакским хребтом, с востока — Памбакским хребтом, с юго-востока — горой Арагац. На равнине расположен второй по величине город Армении — Гюмри, и столица древней Армении — Ани. Равнина расположена на высоте 1600—1800 метров над уровнем моря, её площадь составляет около 600 км².

## География
Ширакская равнина — вторая по величине равнина Армении после Араратской. Здесь распространены чернозёмные почвы.
Гидрологические режимы реки Ахурян и её притоков, рельеф (геоморфология), палеонтология исследованы в трудах Думитрашко, С. П. Бальяна, Г. К. Габриеляна, М. О. Давояна. В геоморфологии Ширакской котловины имеются следы древних речных долин, а также процессы перетекания и перехватов. Среди полезных ископаемых, главным образом, выделяется вулканический туф. Ширакская равнина является одним из основных животноводческих регионов Армении.
Равнина носит также названия: Ширакская долина, Гюмрийская котловина, Гюмрийское плато, Гюмрийская равнина, Ленинаканская котловина, Ленинаканское плато, Ленинаканская равнина.
Из-за постройки водохранилища Капса в долине реки Ахурян село Джрадзор Ширакской области будет переселено.
В местонахождении Джрадзор раннеашельские орудия (чопперы, пики, одно грубое рубило) найдены в раннеплейстоценовых отложениях, возраст которых примерно соответствует палеомагнитному эпизоду Олдувай.

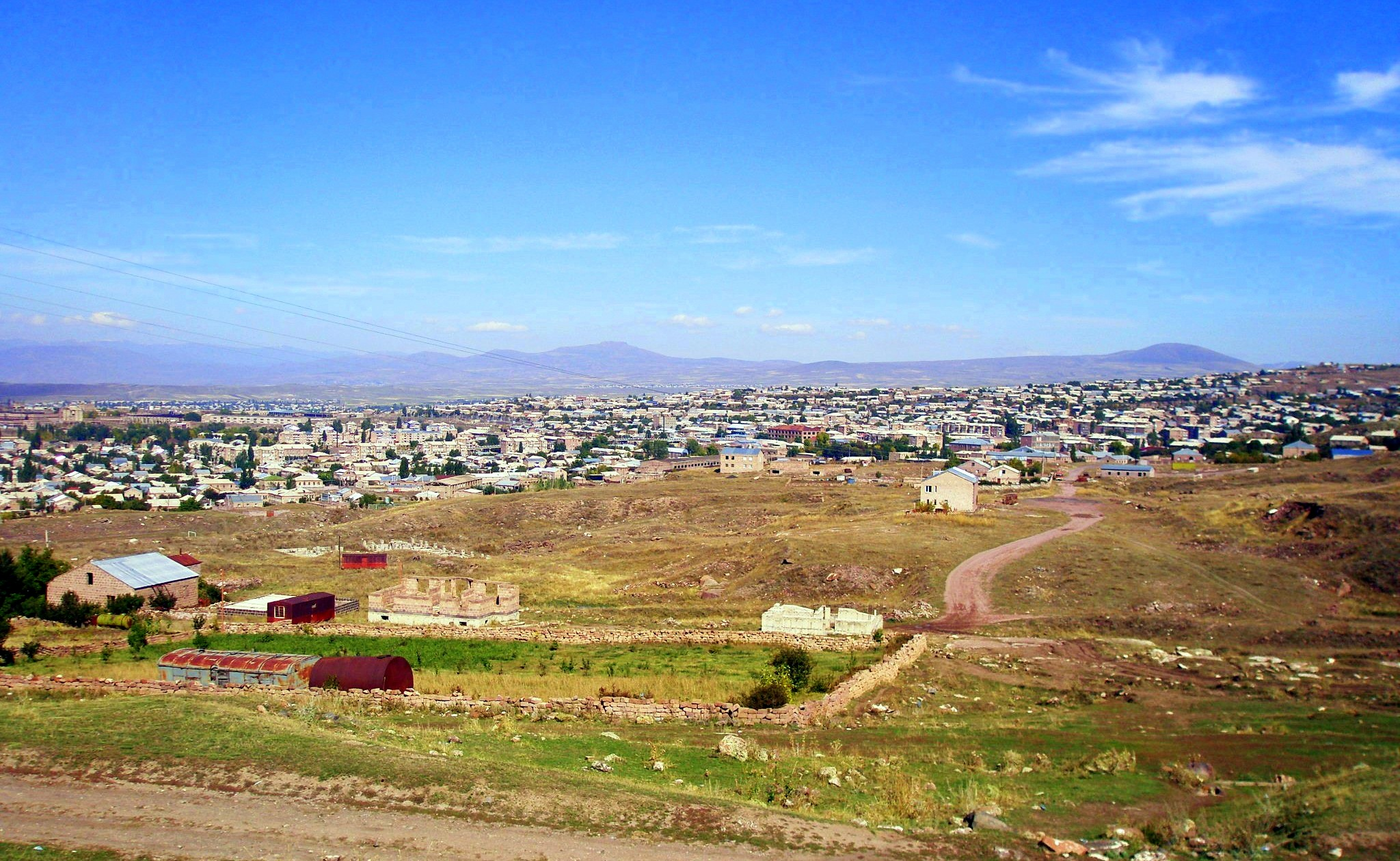
Ширакская котловина в районе города Артик
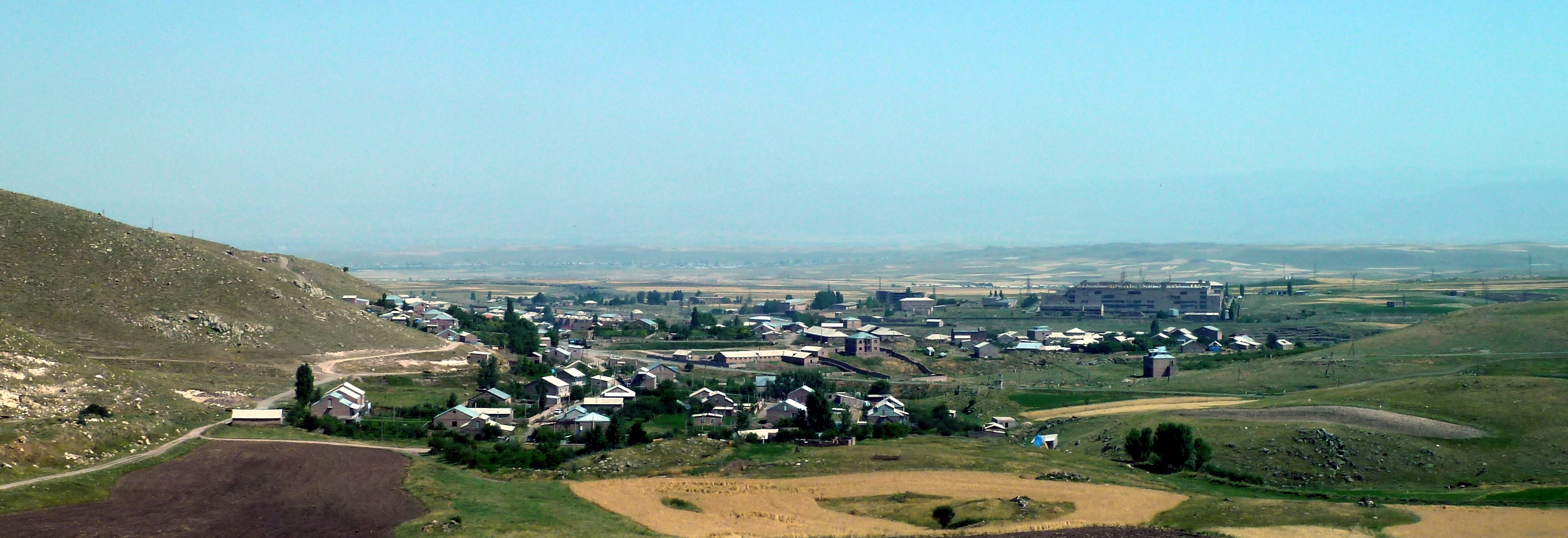
Ширакская котловина в районе города Маралик

### Климат
Ширакское плато — это самое холодное место на всём Ближнем Востоке. Также место самых экстремальных перепадов температур в этом регионе мира, от ниже −40 °C зимой, до выше +40 °C летом.